# أنطوان جولي
أنطوان جولي هو دبلوماسي وسياسي فرنسي، ولد في 16 يوليو 1955 في لو مان في فرنسا. نشط حزبياً في التجمع من أجل الجمهورية.

## مناصب
- انتخب سفير فرنسا لدى سورينام  [لغات أخرى]‏ (2017 – ).
- انتخب سفير فرنسا لدى نيكاراجوا ‏ (15 يوليو 2011 – أغسطس 2015).
- انتخب عضو المجلس العام  [لغات أخرى]‏.
- انتخب نائب فرنسي عن دائرة Sarthe's 3rd constituency [الإنجليزية]‏ خلال فترته النيابية  [لغات أخرى]‏ (2 أبريل 1993 – 21 أبريل 1997).